# Peter Engel
Peter Engel (Nova Iorque, 30 de junho de 1936 – Santa Mônica, 4 de março de 2025) foi um produtor de televisão estadunidense, mais conhecido por produzir séries de televisão do TNBC, como Saved by the Bell, California Dreams, Hang Time e City Guys, que notoriamente, foram as mais bem-sucedidas durante toda a existência do bloco.

## Morte
Engel morreu no dia 4 de março de 2025, aos 88 anos em Santa Mônica, Califórnia.

## Contribuições
- 2007 The Next Best Thing, produtor executivo
- 2004 Last Comic Standing, produtor executivo e roteirista
- 2004 Rundfunk, roteirista
- 2001 City Guys, produtor executivo e criador
- 2001 All About Us, produtor executivo
- 2001 Malibu, CA, produtor executivo
- 2001 One World, produtor executivo
- 2000 Hang Time, produtor executivo
- 2000 Saved by the Bell: The New Class, produtor executivo
- 1999 USA High, produtor
- 1997 California Dreams, produtor executivo
- 1994 Saved by the Bell: The College Years, produtor executivo
- 1993 Saved by the Bell, produtor executivo e roteirista
- 1989 Good Morning, Miss Bliss, produtor executivo e roteirista